# The Bedside Drama: A Petite Tragedy
Albums de of Montreal
Cherry Peel
(1997) The Gay Parade
(1999)
The Bedside Drama: A Petite Tragedy est le deuxième album studio du groupe américain of Montreal. 

## Liste des titres
1. One of a Very Few of a Kind - 1:38
2. Happy Yellow Bumblebee - 2:17
3. Little Viola Hidden in the Orchestra - 3:37
4. The Couple's First Kiss - 1:28
5. Sing You a Love You Song - 2:36
6. Honeymoon in San Francisco - 2:35
7. The Couple in Bed Together Under a Warm Blanket Wrapped Up in Each Other's Arms Asleep - 1:24
8. Cutie Pie - 2:19
9. Panda Bear - 4:48
10. Sadness Creeping Up and Scaring Away the Couple's Happiness - 1:29
11. Please Tell Me So - 2:19
12. My Darling, I've Forgotten - 2:11
13. You Feel You Must Go, Don't Go! - 2:07
14. Just Recently Lost Something of Importance - 2:25
15. The Hollow Room - 1:47
16. It's Easy to Sleep When You're Dead - 4:29